# バルト語派

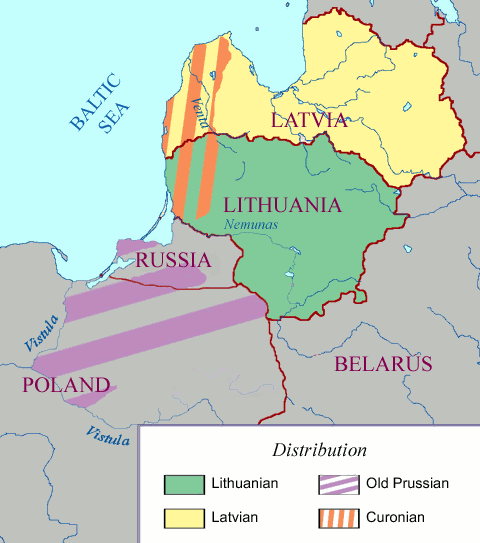
バルト語派に位置づけられる言語の分布図。緑色がリトアニア語、黄色がラトビア語、紫色がプロシア語、橙色がクロニア語を表す。この分布図は単純化されたものであり、死語となった言語については詳しく描かれていない。

バルト語派（バルトごは、英: Baltic languages、リトアニア語: Baltų kalbos、ラトビア語: Baltijas valodas) とは、インド・ヨーロッパ語族バルト・スラヴ語派の一派で、バルト海東南岸付近に分布する。リトアニア語とラトビア語がバルト語派に属する。死語となった古代プロイセン語（古代プロシア語）もこれに含まれる。
現在使われているインド・ヨーロッパ語の中で古い特徴を最もよく残していると言われる。
スラヴ語派と最も近い関係にある。両者の間に単純に共通基語があったという説を否定、スラヴ共通基語成立以前にバルト語内部に分化が生じ、スラヴ語と西バルト語が近かったとされる仮説がソヴィエト連邦崩壊前後の1991年ごろリトアニアやラトビアで盛んに唱えられたが、その後の研究によってこの説は否定されている。

## 分類
- 西バルト語群 - 現在ではすべて死語となっている。
  - プロシア語（死語）
  - ナドルヴィア語（フランス語版）（死語）
  - ガリンディア語（死語）
  - スカロヴィア語（死語）
  - スドヴィア語（もしくはヤトヴィンギア語、死語）
- 東バルト語群
  - リトアニア語
    - サモギティア語　（一般的にはリトアニア語の方言とされる）

  - ラトビア語
    - ラトガリア語　（一般的にはラトビア語の方言とされる）

  - 古クロニア語（死語）
  - セロニア語（死語）
  - セミガリア語（死語）

## 歴史

西暦1200年頃、ドイツ騎士団が到来する直前のバルト諸族の分布図。バルト諸族の領域は内陸部まで広がっていた。

バルト語派は証明の遅さにもかかわらず、現存するインド・ヨーロッパ語族の中で最も保守的な言語のひとつであると考えられている。
バルト語の存在を最初に証明できるのは、1369年頃、バーゼルの古プロイセン語で書かれた二行のエピグラムである。リトアニア語は、1547年に出版されたマルティナス・マジュヴィダスのカテキズムが最古のものとなる。ラトビア語のカテキズムは1585年に出版されている。
他の語派に比べ証明が遅れた理由として、バルト海沿岸の民族が他のどのヨーロッパ諸国よりも長くキリスト教化に抵抗したため、文字の導入が遅れ、言語的に隔離されたことが挙げられる。
プロイセンにドイツ人の国家が成立し、ゲルマン語を話す入植者（や少数のスラブ語話者）が大量に流入すると、プロシア人は同化し始め、17世紀末にプロシア語は消滅した。
ポーランド分割の後、バルト海沿岸のほとんどの地域はロシア帝国の支配下に置かれ、帝国が推し進めるロシア化によって土着の言語を書き記すことや、公の場で使用することが禁止されることもあった。

## 地理的分布

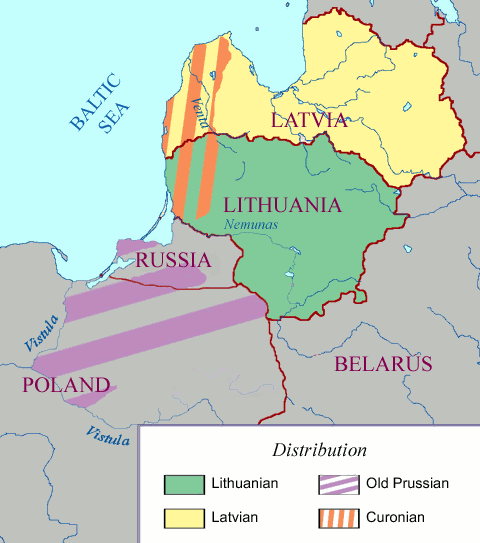
バルト三国の簡略的な言語分布

現代のバルト諸語の話者は、一般にリトアニアとラトビアの国境内、およびアメリカ、カナダ、オーストラリア、旧ソ連の国境内の国々の移民社会に集中している。
歴史的にバルト語は現在より広い地域で話されていた。西は現在のポーランドのヴィスワ川河口まで、東は少なくとも現在のベラルーシのドニエプル川まで、恐らくはモスクワまで、そして南はキーウまで話されていたと思われる。これらの地域にバルト語が存在したことを示す重要な証拠は、バルト語の特徴である水名にある。
モルドヴィン語は、主にヴォルガ川西岸の支流で話されているが、この言語にはバルト語派から数十ほどの借用語を有している。これは、オカ川沿いの東バルト人との接触によって媒介された可能性がある。
やがて、南部と東部ではスラブ系の言語が、西部ではゲルマン系の言語が拡大し、バルト諸語の地理的分布はかつての領域に比べ大きく縮小した。ロシアの遺伝学者オレグ・バラノフスキーは、東スラブ人と西スラブ人の遺伝学において、同化した先スラブ人の基盤が優勢であると推測している。バラノフスキーが引用した考古学的文献によれば、東スラブ人とバルト人を他の集団から対比できる共通の遺伝子構造は、東スラブ人の先スラブ人基盤はユーラシア草原の文化においてスラブ人に先行したバルト語話者から最も大きく構成されていることを示している可能性がある。
エストニアはその位置から地政学的にはバルト三国に含まれるが、エストニア語はウラル語族であり印欧語族であるバルト語派とは異なる系統の言語である。

## 比較言語学

### 系統関係

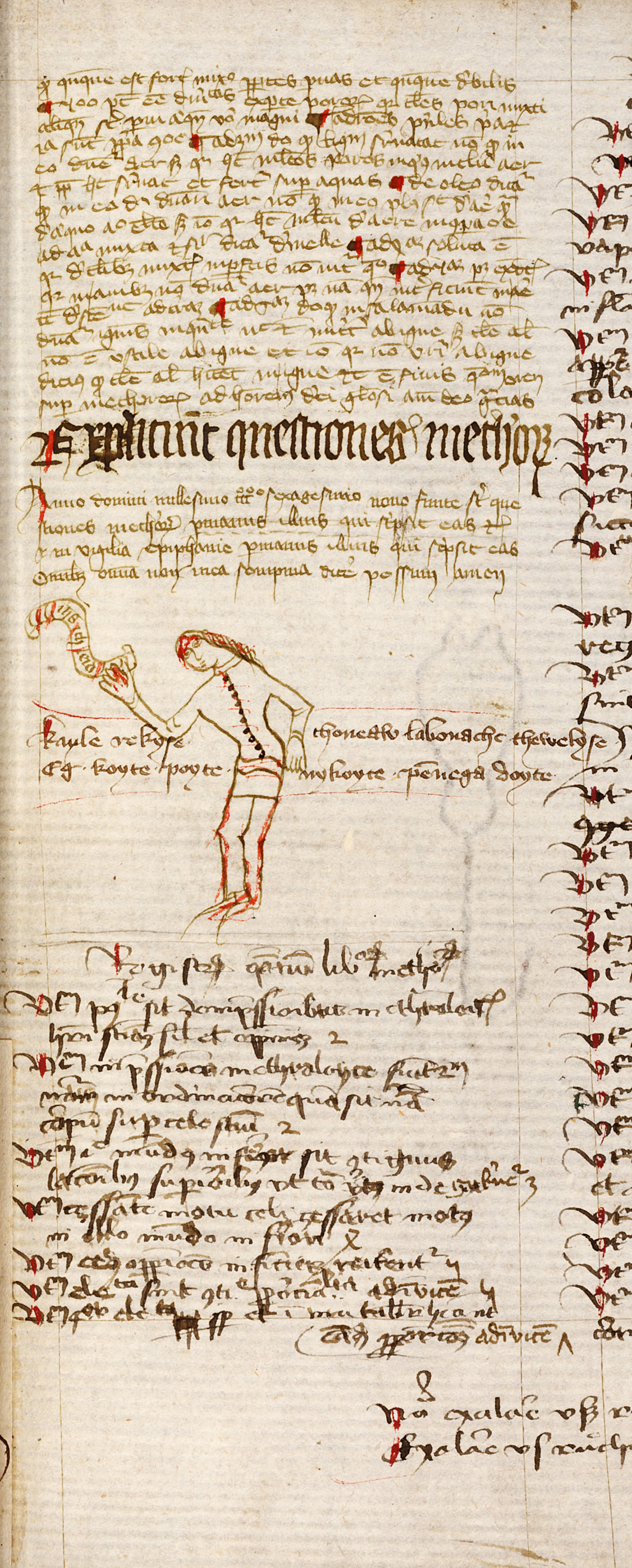
バーゼルのエピグラム - プロシア語およびバルト語全般で知られる最古の碑文（14世紀中頃）

バルト語派はインド・ヨーロッパ語族の初期に存在したとされる古風な特徴を多く残しており、言語学者にとってとりわけ興味深いものである。 しかし、言語学者にとっては、バルト諸語とインド・ヨーロッパ語族の他の言語との関係を正確に立証することが難しい。絶滅したバルト諸語のいくつかは、文字記録が限られているか存在せず、その存在は古代歴史家の記録や人名、地名からのみ知ることができる。現存する言語も含むバルト語群のすべての言語は、別個の言語として存在しうる時期が比較的遅く、文章として記されたのも遅かった。この二つの要因が重なってバルト語の歴史は不明瞭になり、インド・ヨーロッパ語族における位置づけについてはいくつかの説が唱えられている。
バルト諸語はスラブ諸語と密接な関係を持っており、この語族は共通の祖先であるバルト・ スラブ祖語から発展したと考えられている。その後、いくつかの語彙的、音韻的、形態的な方言が発達したことで、両語派は様々な形で分離していった。
従来の見解では、バルト・スラブ語はバルト語派とスラブ語派に分かれ、その後しばらくは各語派が一つの共通言語（バルト祖語、スラブ祖語）として発展したとしていた。その後、バルト祖語は東バルト語と西バルト語に分かれたと考えられている。しかし最近の研究では、統一されたバルト祖語の段階はなく、両祖語はそのまま3つのグループに分かれたと考えられている。すなわち、スラブ語・東バルト語・西バルト語である。この見解では、バルト語族は側系統群であり、スラブ語以外のすべてのバルト・スラブ祖語から構成されるとしている。このことは、すべてのバルト諸語の最後の共通祖先である原バルト語は、バルト・スラブ祖語と同一のものであることを意味する。1960年代、ウラジーミル・トポロフとヴャチェスラフ・イヴァーノフは、バルト語派とスラブ語派の関係について以下のような結論を出している。
- スラブ祖語はバルト語派の方言から形成された
- スラブ語の言語構造はバルト諸語の構造モデルから後に形成された
- スラヴ語の構造モデルは、バルト諸語の構造モデルからの変容の結果である

これらの学者の論文は、バルト語とスラブ語の近接性を否定するものではなく、歴史的な観点からバルト語とスラブ語の進化を特定したものである。
また、バルト語はバルト・スラブ祖語の中間段階を経ずに、印欧祖語から直接派生したと主張する学者も少数派ながら存在する。彼らは、バルト語とスラブ語の間の多くの類似点や共通点は、共通の遺産というよりも、むしろグループ間の数千年にわたる言語接触によるものだと主張している。

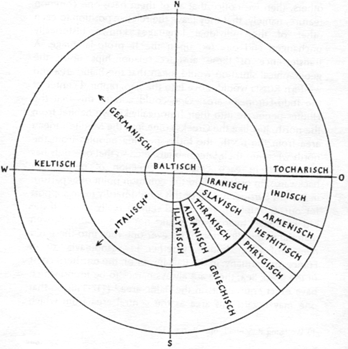
Wolfgang P. Schmid, 1977によるバルト諸語の位置づけ

### トラキア仮説
西ヨーロッパのケルト語派と同様、侵略や絶滅、同化が無ければ、バルト語族は東ヨーロッパで現代より広い範囲をカバーしていたと考えられている。比較言語学の研究では、バルト語族の言語と以下の絶滅した言語との間に系統関係があることが指摘されている。
- ダキア語[14][15][16][17][18][19]
- トラキア語[14][15][16][19][20]

ダキア人とトラキア人のバルト語派への分類は、リトアニアの科学者ヨナス・バサナヴィチウスが提唱しており、彼はこれを生涯で最も重要な仕事だと主張し、バルト語とトラキア語の600の同一単語をリストアップしている。彼の説ではフリギア語も関連グループに含まれていたが、これは支持を得られておらず、特にイワン・ドゥリダノフのような他の学者の間では不評であり、彼自身の分析においてもフリギア語はトラキア語にもバルト語に類似するものが全くないことが判明している。
ブルガリアの言語学者イワン・ドゥリダノフは最も広範に使用されていた同音異義語リストを改良し、最初の出版物でトラキア語がバルト諸語と遺伝的につながっていると主張し[20]、以下の出版物で以下のように分類している。
"The Thracian language formed a close group with the Baltic (resp. Balto-Slavic), the Dacian and the "Pelasgian" languages. More distant were its relations with the other Indo-European languages, and especially with Greek, the Italic and Celtic languages, which exhibit only isolated phonetic similarities with Thracian; the Tokharian and the Hittite were also distant. " 
ドゥリダノフが再構築した約200のトラキア語のうち、ほとんどの同義語（138）はバルト諸語、主にリトアニア語に現れ、次いでゲルマン語（61）、インド・アーリア語（41）、ギリシア語（36）、ブルガリア語（23）、ラテン語（10）、アルバニア語（8）である。ダキア語の同義語は、バルト諸語に多く、次いでアルバニア語に多い。言語学者たちは、比較言語学の手法を用いて、ダキアとトラキアの地名の意味を高い確率で読み解くことができたという。ドゥリダノフが検討した一次資料で証明された74のダキア語の地名のうち、合計62にバルト語の同義語があり、そのほとんどがドゥリダノフによって「確実」と評価されている[29] 。